# Blandas Rayas
Blandas Rayas es el nombre de una variedad cultivar de manzano (Malus domestica). Esta manzana es originaria de Galicia, está cultivada en la colección de árboles frutales y banco de germoplasma de Mabegondo con el Nº 113; ejemplares procedentes de esquejes localizados en San Cosme de Nogueirosa, parroquia del municipio de Puentedeume (La Coruña).

## Sinónimos
- "Manzana Blandas Rayas",[4][5]
- "Maceira Blandas Rayas".

## Características
El manzano de la variedad 'Blandas Rayas' tiene un vigor vigoroso. Tamaño grande y porte erguido.
Época de inicio de brotación a partir del 14 de abril y de floración a partir del 5 de mayo.
Las hojas tienen una longitud del limbo de tamaño medio, con la máxima anchura del limbo es media. Longitud de las estípulas es larga y la máxima anchura de las estípulas es estrecha. Denticulación del borde del limbo es serrado, con la forma del ápice del limbo acuminado y la forma de la base del limbo es agudo. Con subestípulas presentes.
Sus flores tienen una longitud de los pétalos media, anchura de los pétalos es estrecha, disposición de los pétalos libres
entre sí, con una longitud del pedúnculo media.
La variedad de manzana 'Blandas Rayas' tiene un fruto de tamaño grande, de forma plana-globosa, de color bicolor, con chapa a rayas, e intensidad media. Epidermis de textura desigual, con pruina en su superficie y con presencia de cera media. Sensibilidad al "russeting" (pardeamiento áspero superficial que presentan algunas variedades) medianamente sensible. Con lenticelas de tamaño mediano.
Los sépalos están dispuestos de forma variable, y variable en su base en su base; su fosa calicina es muy profunda y de una anchura media. Pedúnculo de grosor medio y de longitud medio, siendo la cavidad peduncular de una profundidad media y de anchura estrecha. Con pulpa de color blanca, cuya firmeza es suave y su textura harinosa; su jugosidad es jugosa, con sabor de acidez media, y poco aromática.
Época de maduración y recolección desde 20 de agosto. 'Blandas Rayas' es una manzana que su destino es la conservación de esta variedad en el banco de germoplasma de Mabegondo como reserva genética.

## Susceptibilidades
- Oidio: ataque medio
- Moteado: no presenta
- Raíces aéreas: no presenta
- Momificado: no presenta
- Pulgón lanígero: no presenta
- Pulgón verde: no presenta
- Araña roja: no presenta
- Chancro del manzano: no presenta.[3]